# Dorcadion hampii
Dorcadion hampii är en skalbaggsart som beskrevs av Étienne Mulsant och Claudius Rey 1863. Dorcadion hampii ingår i släktet Dorcadion och familjen långhorningar.
Artens utbredningsområde är Iran. Utöver nominatformen finns också underarten D. h. aureovittatum.